# Acolutha flavifascia
Acolutha flavifascia är en fjärilsart som beskrevs av Louis Beethoven Prout 1935. Acolutha flavifascia ingår i släktet Acolutha och familjen mätare. Inga underarter finns listade i Catalogue of Life.